# Lomagramma sorbifolia
Lomagramma sorbifolia är en träjonväxtart som först beskrevs av Carl Ludwig Willdenow, och fick sitt nu gällande namn av Ren-Chang Ching. Lomagramma sorbifolia ingår i släktet Lomagramma och familjen Dryopteridaceae. Inga underarter finns listade.